# Habsburg Mária Amália főhercegnő
Lásd még: Mária Amália (egyértelműsítő lap)

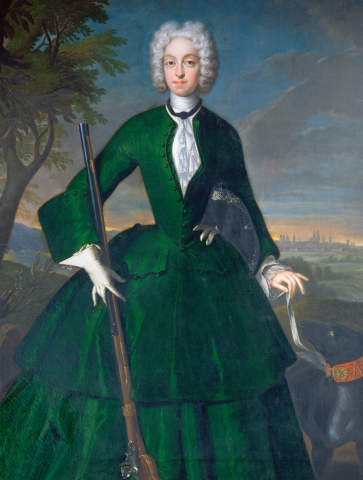
Mária Amália főhercegnő, német-római császárné vadászöltözetben

Habsburg Mária Amália (németül: Maria Amalie Erzherzogin von Österreich; Bécs, 1701. október 22. – München, 1756. december 11.), a Habsburg-házból származó, I. József német-római császár és magyar király valamint Hannoveri Vilma Amália királyné harmadik leányaként született osztrák főhercegnő, VII. Károllyal kötött házassága révén 1726-tól bajor választófejedelemné, 1741-től cseh királyné, 1742-től pedig német-római császárné.

## Élete

### Ifjúkora, házassága
I. József német-római császár és Vilma Amália braunschweig–lüneburgi hercegnő másodszülött leányaként született. Nővére, Mária Jozefa főhercegnő 1719-ben II. Frigyes Ágost szász választófejedelemhez ment feleségül, 1734-ben pedig Lengyelország királynéja lett.
1715-ben ismerkedett meg férjével,  Károly Albert bajor herceggel, II. Miksa Emánuel bajor választófejedelem és Sobieska Terézia Kinga lengyel királyi hercegnő legidősebb fiával, Bajorország trónörökösével, a későbbi választófejedelemmel, aki az egyik főhercegnőt akarta feleségül venni. Noha a politika iránt érdeklődő Mária Jozefát már előzőleg odaígérték neki, ő ennek ellenére Mária Amália főhercegnőt választotta. Esküvőjüket 1722. október 5-én tartották Bécsben. A házasság feltételeként Mária Amáliának le kellett mondania a Habsburg Birodalom trónja iránti igényéről, amely születése jogán megillethette, és házassága révén férjére, a bajor választófejedelemre szállt volna.

### Gyermekei
- Maximiliána Mária (*/† München, 1723. április 12.), születésekor meghalt.
- Mária Antónia Walpurga (* München, 1724. július 18.; † Drezda, 1780. április 23.), 1747-ben Frigyes Keresztély szász választófejedelemhez (1722–1763) ment feleségül.
- Terézia Benedetta Mária (* München, 1725. december 6.; † Frankfurt, 1743. március 29.)
- Miksa József (* München, 1727. március 28.; † München, 1777. december 30.), 1745-ben apja utódaként III. Miksa Emánuel néven Bajorország választófejedelme lett.
- József Lajos Leó (* München, 1728. augusztus 25.; † München, 1733. december 2.)
- Mária Anna Jozefa (* München, 1734. augusztus 7.; † München, 1776. május 7.), 1755-ben Lajos György Simpert badeni őrgrófhoz (1702–1761), a törökverő Badeni Lajos őrgróf fiához ment feleségül.
- Mária Jozefa Antónia (* München, 1739. március 30.; † Bécs, 1767. május 28.), 1765-ben József osztrák trónörököshöz, a későbbi II. József német-római császárhoz ment férjhez.

### Szerepe az osztrák örökösödési háborúban
1740-ben meghalt VI. Károly császár (III. Károly néven magyar király). Mivel fiúörököst nem hagyott hátra, az 1723-ban kibocsátott Pragmatica sanctio alapján legidősebb leánya, Mária Terézia főhercegnő örökölte a Habsburg örökös tartományokat. A Pragmatica sanctio azonban értéktelen papírnak bizonyult, senki sem ismerte el. Sorban jelentkeztek az örökséget női ágon igénylők: V. Fülöp spanyol király és II. Frigyes szász választófejedelem mellett Károly Albert is bejelentette igényét Mária Terézia egész örökségére. Károly Albert emellett érvényesíteni kívánta Mária Amália öröklési jogát is, bár e jogáról – éppen a házasságkötés feltételeként – 1722-ben feleségével együtt lemondott.
1740 októberében kirobbant az osztrák örökösödési háború, melynek során Bajorország a Habsburgok ősellenségével, Franciaországgal, valamint II. Frigyes porosz és V. Fülöp spanyol királlyal szövetkezett. 1741-ben Károly Albert csapatai – a franciák támogatásával – elfoglalták Csehországot. 1741. december 7-én a prágai Szent Vitus székesegyházban a prágai érsek Károly Albertet és Mária Amáliát cseh királlyá és királynévá koronázta. A frankfurti birodalmi gyűlés is Károly Albertet választotta meg császárnak, Mária Amáliát 1742. február 12-én Frankfurtban I. Kelemen Ágost kölni hercegérsek német-római császárnévá koronázta.
A koronázás után mindössze két nappal, február 14-én azonban az osztrák csapatok elfoglalták a bajor székvárost, Münchent, és VII. Károlynak nemcsak a Habsburg örökös tartományokról kellett lemondania, de Bajorországot is elveszítette. 1742-ben az osztrákok Csehországot is visszafoglalták, és a prágai érsek ezúttal Mária Teréziát koronázta cseh királynővé.
A bajor hadsereg 1744 októberében visszafoglalta ugyan az osztrákoktól Münchent, VII. Károly azonban röviddel ezután, 1745. január 20-án elhunyt. A Wittelsbachok nagyhatalmi kalandja ezzel lezárult.

### Utolsó évei
Károly Albert halála után fia, III. Miksa József lett az új bajor választófejedelem. Mária Amália maga kötötte meg az örökösödési háborút lezáró füsseni békeszerződést Mária Teréziával, és révette fiát, hogy mondjon le a császári trón iránti igényéről. III. Miksa ezt meg is tette, továbbá ígéretet tett Mária Teréziának, hogy a közelgő császárválasztáson Mária Terézia férjét, Lotaringiai Ferenc István toszkánai nagyherceget fogja támogatni. Ezzel a megállapodással a Bajor Választófejedelemség megmenekült.
Mária Amália 1756. december 11-én, 55 éves korában halt meg Münchenben. Férje mellett temették el a müncheni Szent Kajetán-templomban (Theatinerkirche).